# アン・ホール
アン・ホール（Ann Hall または Anne Hall、1792年 – 1863年）はアメリカ合衆国の画家、ミニアチュール画家である。19世紀初めのアメリカで最も成功したミニアチュール画家で、多くの注文を得て、作品は高値で取引された。1833年にアメリカの美術団体、ナショナル・アカデミー・オブ・デザインの正会員に女性として初めて選ばれた。

## 略歴
コネチカット州のウィンダム郡のPomfretの医者の娘に生まれた。両親の支援を受けて美術の才能を磨いた。母親の実家のロードアイランド州のニューポートを姉と訪れ、有名な肖像画家、ギルバート・ステュアートを教えたサミュエル・キング(Samuel King:1749−1819)から絵やミニアチュールを学んだ。
1808年にアレクサンダー・ロバートソンの設立した美術学校で学ぶためにニューヨークに移り、ニューヨークでは画家のジョン・トランブルがヨーロッパで収集した絵画の展覧会を訪れて学んだ。兄のチャールズ・ヘンリー・ホールはビジネスマンになっていてしばしばヨーロッパを訪れて、水彩画やイタリアの巨匠の複製画を購入してきたので、ティントレットやグイド・レーニの作品の複製画からも学んだ。
1817年までには、アメリカ美術アカデミー（American Academy of the Fine Arts）の展覧会に家族の肖像を描いたミニアチュールを出展した。
1820年代の半ばは画家でもあった姉のエリーザ・ホール・ウォードとその夫のヘンリー・ウォードの邸で暮らし、エリーザの邸はニューヨークの著名人で作ったクラブの集会所となっていて、邸を訪れた有力者はアンのモデルになり、支援者となった。
1825年にアメリカ美術アカデミーの保守的な運営に対抗してナショナル・アカデミー・オブ・デザインがニューヨークに設立されると、1928年にホールは準会員に選ばれ、5年後、正会員に選ばれた。最初の女性の会員であったが、アカデミーの運営に加わることは要求されず、アカデミーの会議には定足数を満たすために一度出席した以外は参加しなかった。アカデミーの展覧会には1852年まで、毎年出展した。ホールのミニアチュールをもと版画も作られた。
姉の邸にスタジオをつくり、おもに女性や子供の肖像画を描いた。顧客はニューヨークの富裕な住人で十分な依頼料を支払った。
結婚せず、姉の家で71歳で亡くなった。

## 作品

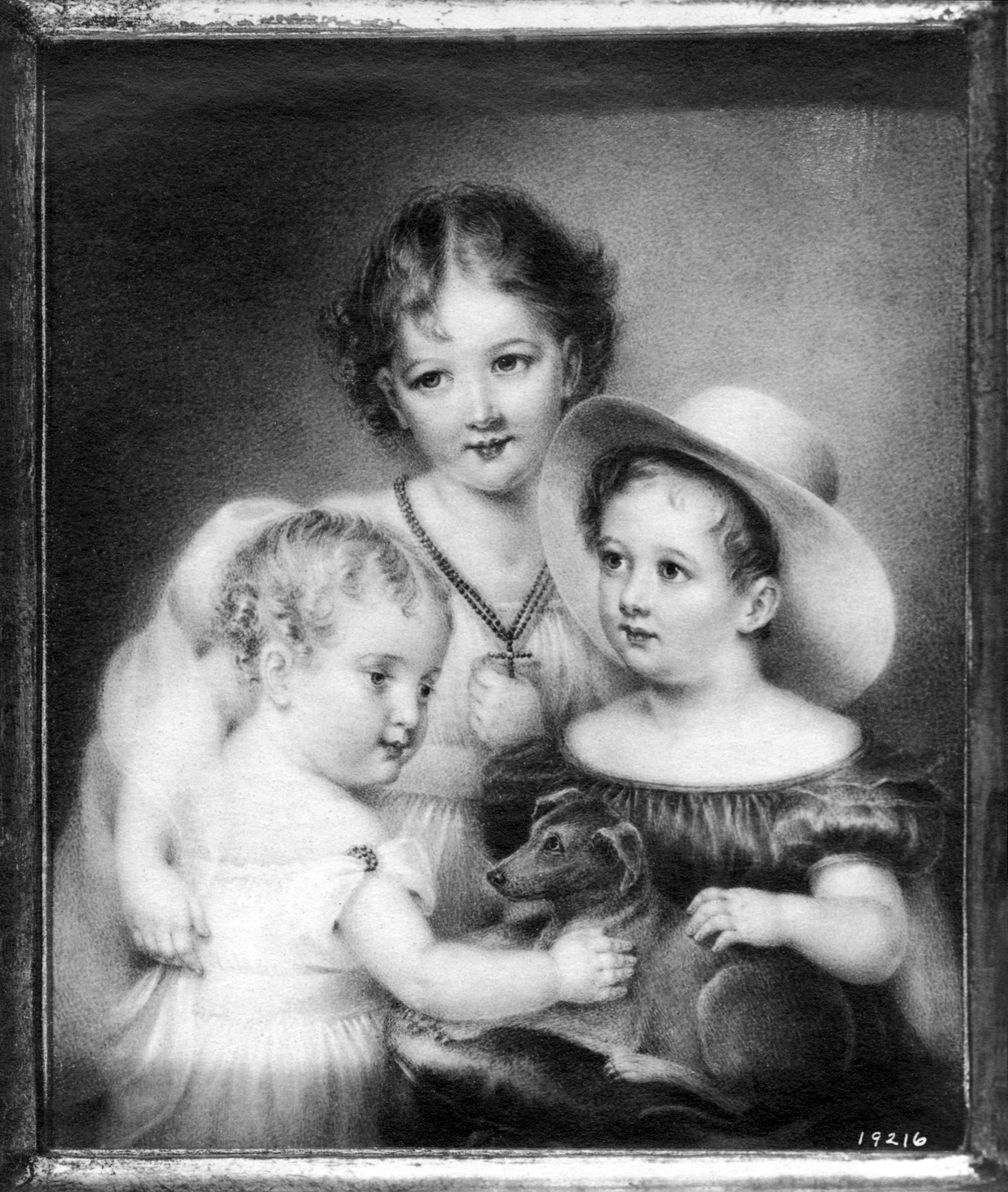
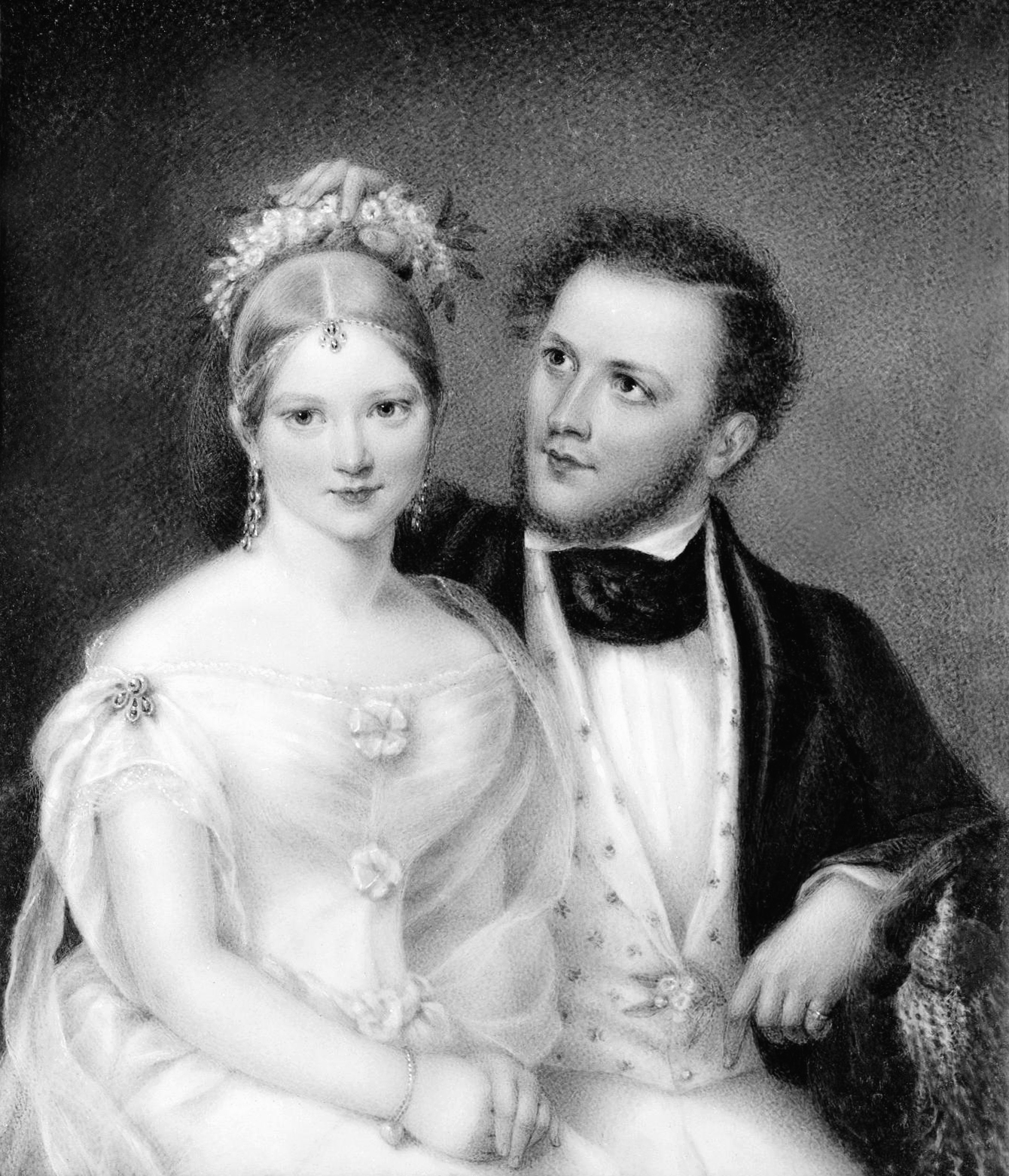
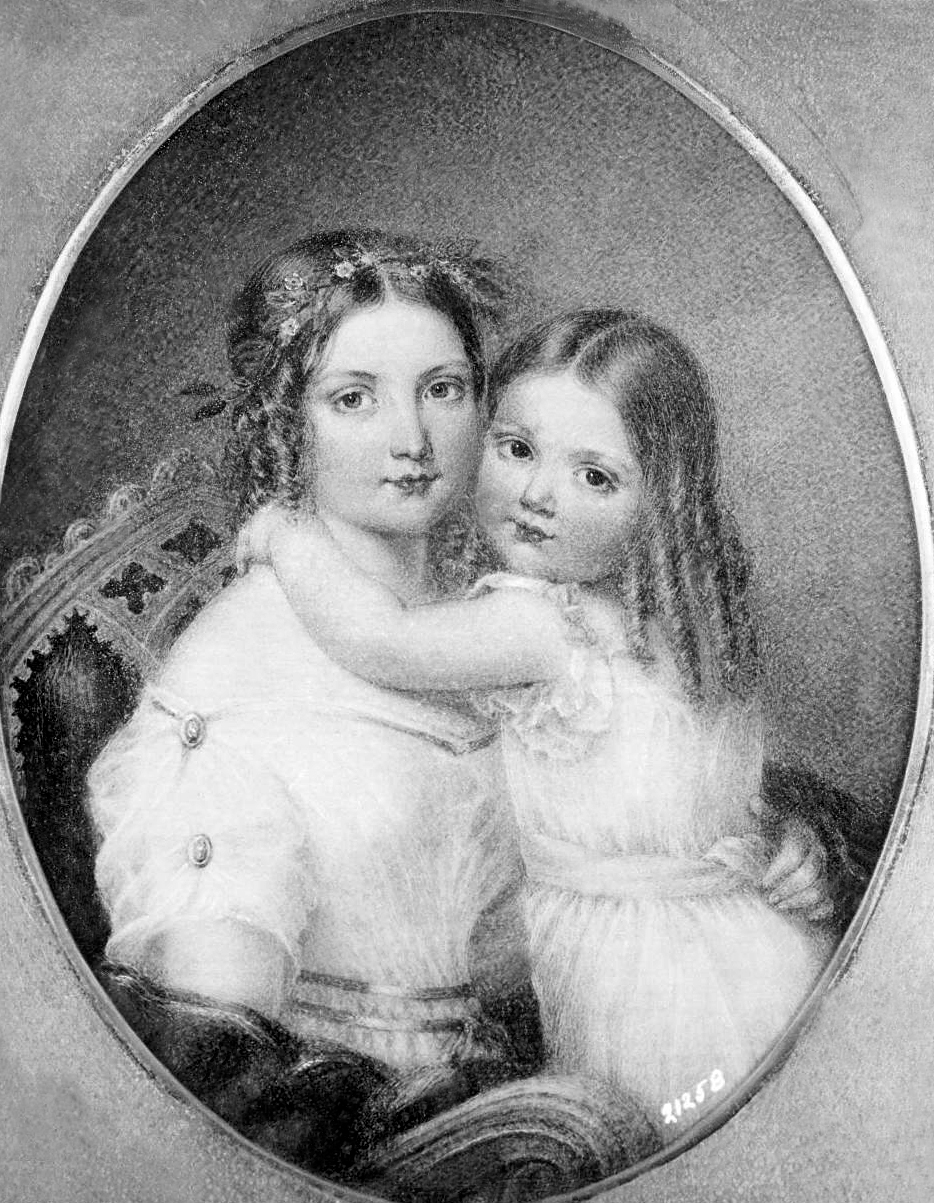
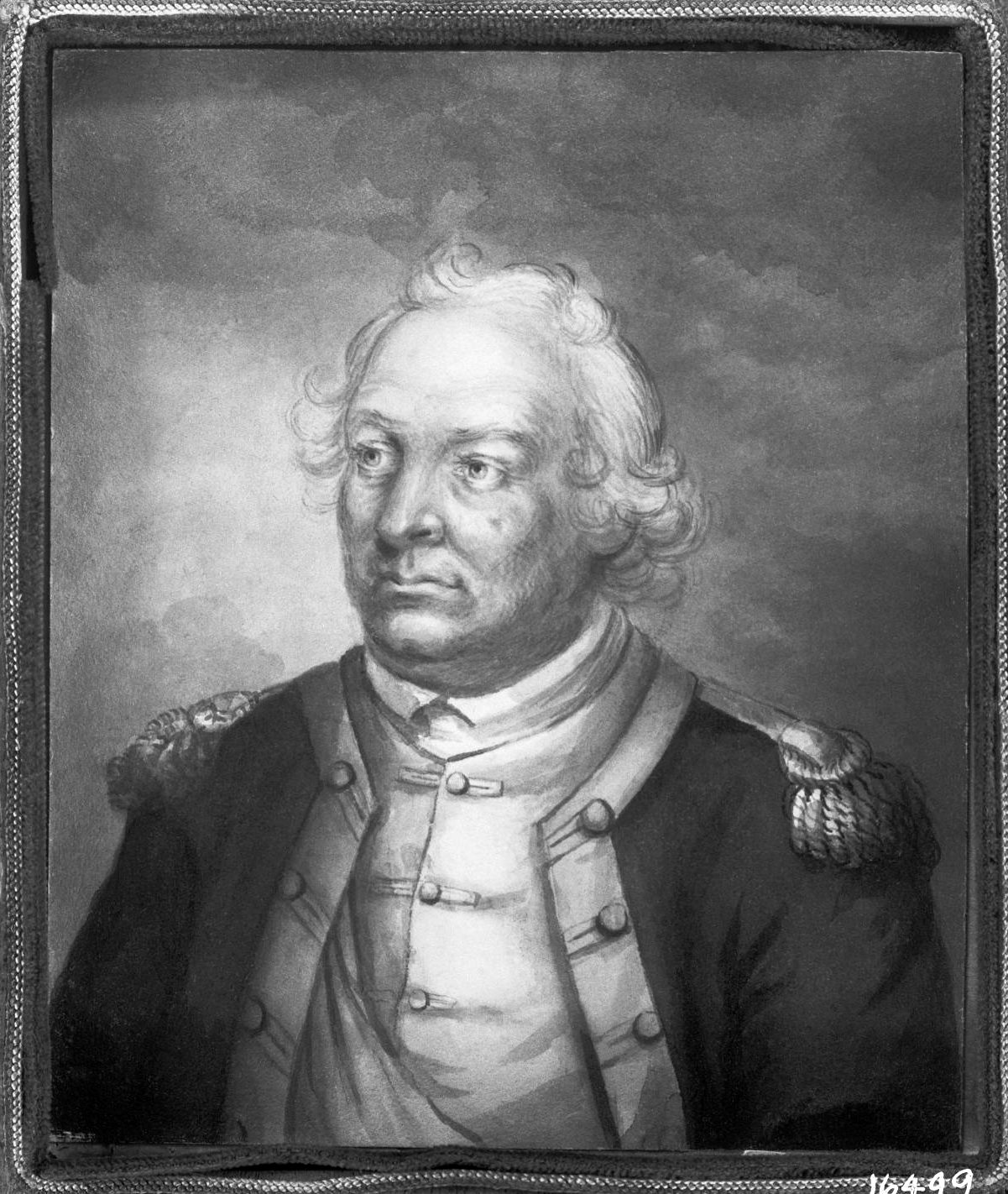
イズラエル・パットナム